# All Your Fault: Pt. 2
All Your Fault: Pt. 2 é o terceiro EP da cantora americana Bebe Rexha. Foi lançado em 11 de agosto de 2017, tendo a canção "The Way I Are (Dance with Somebody)" como single principal em 19 de maio de 2017.

## Antecedentes
Em 29 de junho de 2017, Bebe Rexha anunciou o futuro lançamento e a capa do EP All Your Fault: Pt. 2. A pré-venda do EP ficou disponível em 30 de junho de 2017. "I Got Time" seria intitulada de "What I Want" por conta de uma possível confusão com o single "I Got You". Dias depois, a cantora mudou o nome da canção.

## Lançamento e promoção
"The Way I Are (Dance with Somebody)" foi lançada como single de avanço em 19 de maio de 2017, que conta com a participação do rapper americano Lil Wayne. O videoclipe, lançado em 1 de junho, já acumula mais de 87 milhões de visualizações no YouTube. A canção "That's It", com Gucci Mane e 2 Chainz foi lançada como single promocional em 4 de agosto de 2017. A turnê "Bebe & Bassy Tour" será a segunda turnê da cantora, juntamente com o cantor e compositor americano Mar E. Bassy em outubro de 2017. A turnê conta com 23 datas pelo Estados Unidos para promover o EP e o álbum de estúdio do cantor, "Gossip Columns". Em 1 de outubro, Bebe confirmou o futuro lançamento de um videoclipe para a canção "Meant to Be", sendo o segundo single do EP. A canção que conta com a participação do duo de música country norte-americana Florida Georgia Line foi lançada em 23 de outubro de 2017 como segundo single do EP e se encontra na posição 2 na Billboard Hot 100 e conta com mais de 200 milhões de vizualizações no YouTube em menos de 4 meses.

## Faixas
| N.º            | Título                                                | Compositor(es)                                                                | Produtor(es)               | Duração |  |
| 1.             | "That's It" (com Gucci Mane e 2 Chainz)               | Bleta Rexha 2 Chainz Gucci Mane Shane Lindstorm Kevin Gomringer Tim Gomringer | Murda Beatz [ 15 ] Cubeatz | 3:27    |  |
| 2.             | "I Got Time"                                          | Rexha Theron Thomas                                                           | Stargate                   | 3:50    |  |
| 3.             | "The Way I Are (Dance with Somebody)" (com Lil Wayne) | Rexha Jacob Kasher Dwayne Carter Jr.                                          | Joel Little Jonas Jeberg   | 3:07    |  |
| 4.             | "(Not) The One"                                       | Jason Gill Jesper Borgen Sara Hjellström                                      | Jason Gill                 | 3:01    |  |
| 5.             | "Comfortable" (com Kranium)                           | Rexha Kranium                                                                 | Frank Dukes                | 3:24    |  |
| 6.             | "Meant to Be" (com Florida Georgia Line)              | Rexha Florida Georgia Line                                                    | David Garcia               | 2:43    |  |
| Duração total: | Duração total:                                        | Duração total:                                                                | Duração total:             | 19:32   |  |

## Charts
| Chart (2017)                   | Posição |
| ------------------------------ | ------- |
| Canadá (Billboard)             | 67      |
| Estados Unidos (Billboard 200) | 43      |

## Histórico de lançamento
| Região         | Data                  | Formato          | Gravadora    | Referência |
| -------------- | --------------------- | ---------------- | ------------ | ---------- |
| Mundial        | 11 de agosto de 2017  | Download digital | Warner Bros. | [ 18 ]     |
| Estados Unidos | 3 de novembro de 2017 | CD               | Warner Bros. | [ 19 ]     |